# Best of Alejandro Sanz
Best of Alejandro Sanz es un álbum recopilatorio de Alejandro Sanz, editado en 1999 únicamente en Brasil por el sello Globo/WEA con 11 canciones de sus 4 álbumes e incluso una grabación de "Nada por mí" versión de la canción brasileña "Nada por mim" a dúo con el grupo brasileño Kid Abelha y 2 versiones de remix de Corazón partío y de Y ¿si fueta ella?.

## Lista de canciones
1. Corazón Partío
2. ¿Lo Ves?
3. La Fuerza Del Corazón
4. Aquello Que Me Diste
5. Los Dos Cogidos De La Mano
6. Cómo Te Echo De Menos
7. Y, ¿Si Fuera Ella?
8. Si Tú Me Miras
9. Mi Soledad Y Yo
10. Amiga Mía
11. Pisando Fuerte
12. Nada Por Mi
13. Corazón Partío (Germán Radio Remix)
14. Y, ¿Si Fuera Ella? (Edit Mix)

- Datos: Q2835498